# Йемьо
Йемьо (на шведски: Jämjö) е град в Южна Швеция, лен Блекинге, община Карлскруна. Разположен е на 2 km от брега на Балтийско море. Намира се на около 370 km на югозапад от столицата Стокхолм и на 15 km на изток от Карлскруна. Населението на града е 2609 жители, по приблизителна оценка от декември 2017 г.